# Deutsche Reichsbahn
A Deutsche Reichsbahn, magyarul Német Birodalmi Vasút Németország államvasútja volt a Weimari Köztársaság és a Harmadik Birodalom időszaka alatt, egészen Német Szövetségi Köztársaság (Deutsche Bundesbahn) illetve a Német Demokratikus Köztársaság (a régi elnevezés megtartásával Deutsche Reichsbahn) államvasútjainak 1949-es megalakulásáig létezett.

## Története

### A Deutsche Reichseisenbahnen
Az első, az 1871-ben megalakult Német Birodalom tulajdonában lévő vasút az Elzász–Lotaringiai Birodalmi Vasutak (Reichseisenbahnen in Elsaß-Lothringen) volt, melynek vezetése Az Elzász–Lotaringiai Birodalmi Vasutak Császári Vezérigazgatósága (Kaiserliche General-Direktion der Eisenbahnen in Elsass-Lothringen) néven Straßburgban volt. A vasút azután jött létre, hogy Franciaország 1871-ben átadta Elzász–Lotaringiát a Német Birodalomnak és a Francia Keleti Vasúttársaság francia államosítása után azt eladták Németországnak. Az első világháborút követően ez a birodalmi vasút újra Franciaországhoz került.
A többi német államban az állami vasutak továbbra is az egyes államok fennhatósága alatt állt, miután Otto von Bismarck sikertelenül próbálkozott a fővonalak birodalmi kezelésbe vételével.
Az 1911. augusztus 11-ei weimari alkotmány rendelkezései értelmében 1920. április 1-jén az államszerződés értelmében megalakult a Német Birodalmi Vasutak (Deutsche Reichseisenbahnen) és a korábbi állami vasutakat (Länderbahnen) a Német Birodalom fennhatósága alá vonták. Ezek az alábbiak voltak:
- a Porosz államvasutak (Preußische Staatseisenbahnen),
- a Bajor Királyi Államvasutak (Königlich Bayerische Staats-Eisenbahnen),
- a Szász Királyi Államvasutak (Königlich Sächsische Staatseisenbahnen),
- a Württembergi Királyi Államvasutak (Königlich Württembergische Staats-Eisenbahnen),
- a Badeni Nagyhercegségi Államvasutak (Großherzoglich Badische Staatseisenbahnen),
- a Hesseni Nagyhercegségi Államvasutak (Großherzoglich Hessische Staatseisenbahnen),
- a Oldenburgi Nagyhercegségi Államvasutak (Großherzoglich Oldenburgische Staatseisenbahnen) és
- a Mecklenburgi Nagyhercegségi Államvasutak (Großherzoglich Mecklenburgische Friedrich-Franz-Eisenbahn).

### A Deutsche Reichsbahn-Gesellschaft
Az 1924-es Dawes-terv alapján a Birodalmi Vasutakat teljesen a német jóvátétel hitelezői részére tervezték elzálogosítani. A birodalmi vezetés ezért 1924. február 12-én úgy rendelkezett, hogy a Német Birodalmi Vasutat állami vállalatként hozza létre. Mivel a hitelezők számára ez nem volt kielégítő, ezért 1924. augusztus 30-án az alkotmánysértő „Német Birodalmi Vasútról szóló törvény (Reichsbahngesetz)” megalkotásával a vasutat Német Birodalmi Vasúttársaság (Deutsche Reichsbahn-Gesellschaft) néven magántársaságként hozta létre. Ezzel egyidőben a társaságot veszteségleírással a győztesek javára 11 milliárd aranymárkával terhelték meg. A világgazdasági válság és az évi mintegy 660 millió birodalmi márka jóvátétel miatti folyamatos leértékelés a Birodalmi Vasutat jelentősen megterhelte, mely kötelezettségeitől csak 1931-ben a lausanne-i megállapodással szabadult.
Ez idő alatt a Deutsche Reichsbahn tovább bővült:
- 1930. október 1.: A Brémai Kikötői Vasút (Hafenbahn Bremen) átvétele,
- 1933. június 27.: A Reichsautobahn leányvállalat megalapítása,
- 1935. március 1.: A Saar-vidéki Vasutak (Saar-Eisenbahnen) beolvasztása.

A Deutsche Reichsbahn-Gesellschaft nagyszabású járműtípus-programot indított el, hogy a korábbi állami vasutak rendkívüli heterogén járműparkját egységmozdony-családra cserélhesse. Valójában a járműbeszerzések pénzügyi nehézségek és a pályák elhúzódó átépítése miatt kezdetben nem haladtak a megfelelő ütemben. Egészen az 1930-as évek végéig az átvett államvasúti, főleg porosz eredetű mozdonyok domináltak, sőt néhány államvasúti típust, mint a porosz P 8 (DRG 38.10 sorozat), a porosz P 10 (DRG 39 sorozat), a porosz G 12 (DRG 58.10 sorozat) és a porosz T 20 (DRG 95 sorozat) a DR első éveiben is tovább építettek, a bajor S 3/6 (DRG 18.5) sorozatot pedig egészen 1930-ig gyártották.
Tehervonati mozdonyokat csak a háborús mozdonyok (Kriegslokomotiven) gyártásba vételével készítettek jelentős mennyiségben – igaz, immár más céllal.
A DR vonalhálózata 1935-ben 68 728 km hosszú volt, melyből 30 330 km fő-, 27 209 km mellékvonal és 10 496 km keskeny nyomközű vasút volt.
A vonatok sebességének jelentős növelése az 1930-as évek végén kezdődött a gyorsmotorvonatok (pl.: a Fliegender Hamburger – „Repülő hamburgi”) és az áramvonalas gőzmozdonyok (pl.: 05 sorozat) üzembe állításával. Ez utóbbiak a próbák során a 200 km/h legnagyobb sebességet is elérték. Hálózat a második világháború előtt elsősorban kelet-nyugati orientációjú volt: az akkori fontos, nagy sebességű vonalak, ahol gyorsmotorvonatok közlekedtek: a porosz keleti vasút a lengyel korridoron keresztül (ez utóbbi szakaszon a rossz pályaállapotok miatt alacsonyabb sebességgel), a Berlinből Hamburgba, Hannoveren át a Ruhr-vidékre, Frankfurt am Mainon keresztül Délnyugat-Németországba. Ide tartozik még a sziléziai vasút Berlinből Breslauba.

#### A Bajor Csoportigazgatóság
A Bajor Csoportigazgatóság a DRG § III 14 számú rendelete értelmében teljesen önállóan, saját központi hivatallal (Zentralamt – Zentrales Maschinen- und Bauamt) működött és feladatául a vasútvillamosítást és villamos mozdonyok kipróbálását és beszerzését tűzték ki, miután a Walchensee-erőmű (Walchenseekraftwerk) üzembe helyezésével a vontatási energiaellátást biztosították. Az Igazgatóság állította forgalomba többek között az E 32 sorozatú mozdonyokat és az ET 85 sorozatú motorkocsikat.
Az Igazgatóságot 1933-ban megszüntették és az igazgatást a DR vette át.

### A Deutsche Reichsbahn 1937-től

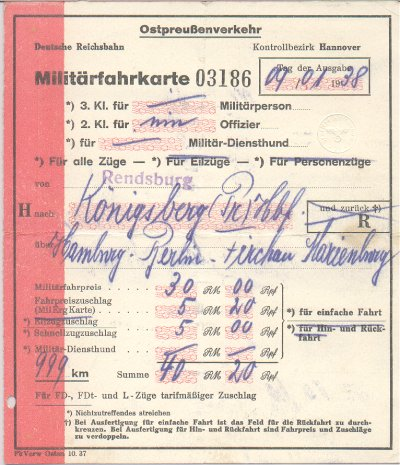
Katonai menetjegy 1938-ban Rendsburgból Königsbergbe

A Reichsbank és a Birodalmi Vasút viszonyainak újraszabályozásáról szóló törvény értelmében 1937. február 10-ével a Reichsbahn újra birodalmi fennhatóság alá került és elnevezését Német Birodalmi Vasútra ('Deutsche Reichsbahn') változtatták vissza.
A vasút jelentős logisztikai szerepet játszott a Szovjetunió elleni támadóháború és a holokauszt során.
Az első hat és fél évben a DRB jelentősen megnövekedett, melyet szinte kizárólag más vasutak átvétele okozott. Ez éppúgy jelentett idegen államvasút-részeket (illetve Ausztria esetében a teljes államvasutat), mint a különféle német és egyéb, megszállt területeken működő magánvasutak beolvasztását:

| A Deutsche Reichsbahn által átvett, illetve beolvasztott államvasutak | A Deutsche Reichsbahn által átvett, illetve beolvasztott államvasutak | A Deutsche Reichsbahn által átvett, illetve beolvasztott államvasutak |
| Átvétel dátuma                                                        | Név                                                                   | Megjegyzés                                                            |
| --------------------------------------------------------------------- | --------------------------------------------------------------------- | --------------------------------------------------------------------- |
| 1938. március 18.                                                     | Österreichische Bundesbahnen (BBÖ)                                    | A járművek hivatalos átvételére 1939. január 1-jén került sor.        |
| 1938. október 19.                                                     | A Csehszlovák Államvasutak (ČSD) részei                               | csak a Német Birodalomhoz csatolt részek (Szudétavidék) vonalai.      |
| 1939. november 1.                                                     | Lengyel Államvasutak (PKP) részei                                     | csak az 1918-ig Németországhoz tartozó területeken                    |
| 1940-től                                                              | A Belga Államvasutak (SNCB/NMBS) részei                               | 1920-ban Belgiumnak átadott területek fokozatos átvétele              |
| 1941.                                                                 | Jugoszláv Államvasutak (JDŽ-JДЖ) részei                               | A beolvasztott területeken Alsó-Stájerország és Felső-Krajna          |
| 1941.                                                                 | A Szovjet Vasutak (SŽD/СЖД) részei                                    | az 1939-ig a lengyel Białystokhoz tartozó területek                   |

| A Deutsche Reichsbahn által átvett, illetve beolvasztott magánvasutak | A Deutsche Reichsbahn által átvett, illetve beolvasztott magánvasutak                                                               | A Deutsche Reichsbahn által átvett, illetve beolvasztott magánvasutak |
| Átvétel dátuma                                                        | Név | Vonalhossz                                                            |
| --------------------------------------------------------------------- | --- | --------------------------------------------------------------------- |
| 1938. január 1.                                                       | Lübeck-Büchener Eisenbahn (LBE) | 160,8 km                                                              |
| 1938. január 1.                                                       | Braunschweigische Landes-Eisenbahn-Gesellschaft (BLE)                                                                               | 109,5 km                                                              |
| 1938. augusztus 1.                                                    | Lokalbahn Aktien-Gesellschaft München (LAG)                                                                                         | 187,7 km                                                              |
| 1939. január 1.                                                       | Lausitzer Eisenbahn-Gesellschaft | 80,9 km                                                               |
| 1939. március 23.                                                     | A Memel-vidék vasútjai |                                                                       |
| 1939–1940                                                             | Az egykori Ausztriában: Schneebergbahn, Schafbergbahn, Steyrtalbahn, Niederösterreichische Waldviertelbahn, Eisenbahn Wien - Aspang |                                                                       |
| 1940.                                                                 | 9 egykori csehszlovák magánvasút, melynek üzemvitelét a DRB már 1938 októberében átvette                                            |                                                                       |
| 1940-től                                                              | Luxemburgi vasutak: (Prinz-Heinrich-Bahn, Wilhelm-Luxemburg-Bahn, luxemburgi keskeny nyomközű vasutak)                              |                                                                       |
| 1941. január 1.                                                       | Mecklenburgische Friedrich-Wilhelm-Eisenbahn-Gesellschaft                                                                           | 112,6 km                                                              |
| 1941. január 1.                                                       | Prignitzer Eisenbahn AG | 61,5 km                                                               |
| 1941. január 1.                                                       | Wittenberge-Perleberger Eisenbahn                                                                                                   | 10 km                                                                 |
| 1941. május 1.                                                        | Eutin-Lübecker Eisenbahn-Gesellschaft (ELE)                                                                                         | 39,3 km                                                               |
| 1941. augusztus 1.                                                    | Kreis Oldenburger Eisenbahn (KOE)                                                                                                   | 72,3 km                                                               |
| 1943. január 1.                                                       | Toitz-Rustow-Loitz kisvasút | 7 km                                                                  |
| 1943. július 1.                                                       | Schipkau-Finsterwalder Eisenbahn-Gesellschaft                                                                                       | 33 km                                                                 |

### A Deutsche Reichsbahn a második világháború után
A második világháború befejezése után 1945-ben a DR-nek azon részei, mely a Potsdami szerződésben meghatározott új német határokon kívül estek, a területek új gazdáinak igazgatása alá kerültek. Az új határon belül fekvő területeket pedig a megszállási övezetek mentén négy területre osztottál fel.
Az amerikai zónába augsburgi, a frankfurti, a kasseli, a müncheni, a regensburgi és a stuttgarti igazgatóságok (Reichsbahndirektion, Rbd) kerültek, melyek a frankfurti United States Zone Főüzemvezetőség (Oberbetriebsleitung United States Zone) irányítása alá tartoztak.
Az esseni, hamburgi, hannoveri, kölni, münsteri és wuppertali igazgatóságokat a bielefeldi Birodalmi Vasútigazgatóság a Brit Zónában (Reichsbahn-Generaldirektion in der Britischen Zone) koordinálta.
A Bizónia 1946-os létrejöttével az irányítás Bielefeldben az Amerikai és Brit Megszállási Övezeteibe Tartozó Vasutak Főigazgatósága (Hauptverwaltung der Eisenbahnen des amerikanischen und britischen Besatzungsgebiets) néven folytatódott, majd 1947-ben a székhely Offenbach am Mainba került és innentől a Német Birodalmi Vasutak az Egyesült Gazdasági Övezetben (Deutsche Reichsbahn im Vereinigten Wirtschaftsgebiet) elnevezést viselte, végül a Német Szövetségi Köztársaság 1949. szeptember 7-ei megalakulásától Német Szövetségi Vasutakként (Deutsche Bundesbahn, DB) működött tovább.
A DB-be olvadt bele a Speyer székhelyű Délnyugat-Német Vasutak Üzemi Egyesülete (Betriebsvereinigung der Südwestdeutschen Eisenbahnen), mely kezdetben a karlsruhei, a mainzi és a saarbrückeni igazgatóságokat tömörítette, majd a Saar-vidéket a francia zónából kivonták és önálló államvasutat alapítottak Saar-vidék Vasutai (Eisenbahnen des Saarlandes) néven. A saarbürckeni igazgatóság megmaradt része Trier székhellyel új igazgatósággá alakult.
Karlsruhe város ugyan az amerikai zónában volt, azonban az ottani igazgatóság irányította Baden és Württemberg-Hohenzollern vasútjait, míg a stuttgarti igazgatósághoz az amerikai zónában lévő Württemberg-Baden tartozott.
A szovjet megszállási övezet (1949-től Német Demokratikus Köztársaság államvasútja státuszjogi okokból megtartotta a Deutsche Reichsbahn nevet. Potsdami szerződésben ugyanis rögzítették, hogy az üzemeltetés joga Berlinben a Deutsche Reichsbahnt illeti, így egy átnevezés a nyugat-berlini hálózat elvesztését jelentette volna. Így a Deutsche Reichsbahn a nevén kívül Berlin nyugati részének S-Bahn hálózatának üzemeltetését is megtarthatta. Hozzá tartoztak a berlini, a cottbusi, a drezdai, az erfurti, a greifswaldi, a hallei, a magdeburgi és a schwerini igazgatóságok. A fokozódó Kelet-Nyugat konfliktus közvetlenül hatott a berlini S-Bahn üzemére is, mely végül az S-Bahn-bojkottba, majd a berlini fal felépítésébe torkollott.
A megosztás éveiben a DR fejlődésében elmaradt nyugati társától, egészen a 80-as évek végéig a gőzvontatás is szerepet játszott, valamint meglehetősen alacsony volt a pályasebesség, gyenge a járművek kényelme és állapota, elavult a mozdonypark. Sokszor problémát okozott a nem elegendő járműpark, valamint a teherforgalom hatalmas igénye. A DR két minőségi szolgáltatást tudott felmutatni, az egyik a Städteexpress volt, amely a belföldi nagyvárosokat kötötte össze Kelet-Berlinnel, valamint az Interexpresst, amely az egykori keleti blokk államaiba közlekedő nemzetközi gyorsvonat volt, megelőzve egy évvel a nyugati országok hasonló rendszerét, az EuroCityt.

## Jelölések és járműfeliratok
A Deutsche Reichsbahn rövidítése fennállásának egész ideje alatt DR volt. 1937-ig ezt a nevet szinte egyáltalán nem is rövidítették. A kevés kivétel közé tartozott a RIV-raszter a Vasút tulajdonában levő közúti gépjárművek az 1930-as–1940-es években.
Ezen kívül – elsősorban a szakirodalomban – a DRG és a DRB rövidítések használatosak elsősorban a második világháború előtti, alatti és utáni megjelölések megkönnyítésére, az alábbiak szerint:
- DRG az 1920–1937 közötti,
- DRB az 1937–1945 közötti és
- DR az 1949–1994 közötti időszakra.

Azonban találunk példát a DRG jelzés használatára az 1937–1945 közötti időszaknál, valamint a DR (DDR) rövidítést is alkalmazzák az 1949–1994 közötti időszakhoz.
Korhűen és hivatalosan ezek az alternatív jelzések nem használatosak és a teljes 1920–1994 közötti időszakra összefoglalóan a DR jelölés a helyes.

### Járműjelölés 1924-től
A Deutsche Reichsbahn 1924-ben bevezetett emblémája a stilizált fekete birodalmi sast mintázza kör alakú sárga háttérrel, melyet egy fekete gyűrű szegélyez, melyen gyűrű alakban a sárga Deutsche Reichsbahn felirat található. Ezt az emblémát helyezték el a poggyász-, a személy- és a motorkocsik oldalfalán.
A mozdonyokat az egysoros, a teherkocsikat legtöbbször a kétsoros Deutsche Reichsbahn felirattal jelölték. A legfontosabb személyszállító vonati járművekre az emblémán kívül az egysoros feliratot is elhelyezték.

### Járműjelölés 1937-től
A DR jogállásának megváltozásával együtt 1937-ben a személykocsik emblémája és feliratainak egy része is megváltozott. Az új embléma babérkoszorúba foglalt horogkereszt, mely kiterjesztett szárnyú birodalmi sas ül. Ezt az emblémát használták az ezután állagba vett mozdonyokon, motor- és személykocsikon.
A motor- és személykocsik esetén az emblémát a DR rövidítéssel is kiegészítették: egyik betűt az egyik, másikat a másik szárny alá, a horogkereszt vonalába helyezve

### Járműjelölés 1945-től
A második világháború után minden korábbi emblémát eltávolítottak a járművekről és a tulajdonos-feliratokat újraszabályozták. A DR rövidítés ezek után a motor-, a személy- és a teherkocsikra került, míg az egysoros Deutsche Reichsbahn feliratot a mozdonyokon megtartották, illetve újra elhelyezték.
Ezen kívül a legtöbb járműre felkerült honállomás szerinti megszállási övezet megnevezése is. Ezeket még az új járműveknél is az 1950-es évekig megtartották.

## Fordítás
- Ez a szócikk részben vagy egészben a Deutsche Reichsbahn című német Wikipédia-szócikk fordításán alapul.  Az eredeti cikk szerkesztőit annak laptörténete sorolja fel. Ez a jelzés csupán a megfogalmazás eredetét és a szerzői jogokat jelzi, nem szolgál a cikkben szereplő információk forrásmegjelöléseként.